# Lumière Bellecour
Pour les articles homonymes, voir CNP.
Le Lumière Bellecour, anciennement CNP Bellecour, est un cinéma du quartier de Bellecour, dans le 2e arrondissement de la ville de Lyon, en France.
Il est classé « art et essai ».

## Description
Le Lumière Bellecour est situé 12, rue de la Barre, à proximité de la place Bellecour.
Ce cinéma est composé de trois salles proposant respectivement 61, 66 et 75 places. Il fait partie du réseau GRAC.
Avec le Lumière Fourmi (en bleu) et le Lumière Terreaux (en noir), le Lumière Bellecour fait partie du réseau des cinémas Lumière et sa couleur est le rouge.

## Historique
Le CNP Bellecour est le troisième et dernier cinéma du réseau CNP que Robert Gilbert ouvre à Lyon, en 1983. Il fait suite à l'ouverture du CNP Terreaux en 1976 et du CNP Odéon (initialement Grôlée) en 1982.
En novembre 2014, l'institut Lumière rachète la Fourmi, le CNP Bellecour et le CNP Terreaux,,. Ils ferment temporairement le 14 décembre 2014, en vue de travaux de rénovation (en particulier dans le respect de la nouvelle loi sur l'accessibilité) et sont ensuite placés sous la direction de Sylvie Da Rocha. En septembre 2015, la Fourmi est le premier cinéma à rouvrir. Suit, en octobre 2015, le CNP Bellecour, à l'occasion du Festival Lumière. En février 2017, les différents cinémas du réseau Lumière changent de nom, le CNP Bellecour devenant le Lumière Bellecour.